# Azaera lophophora
Azaera lophophora är en fjärilsart som beskrevs av Dyar 1914. Azaera lophophora ingår i släktet Azaera och familjen mott. Inga underarter finns listade i Catalogue of Life.